# Prinsesken
Prinsesken is een Belgisch biermerk. Het wordt gebrouwen door Brouwerij Boelens te Belsele, een deelgemeente van Sint-Niklaas.
Prinsesken of Meilses Eiërebezenbier is lichtrood fruitbier met een alcoholpercentage van 6,5%. Het is gemaakt op basis van aardbeien (“eiërebezen” in het dialect).
Het is een seizoensbier en wordt dus niet steeds gebrouwen.